# Порядок выполнения
В императивном программировании порядок выполнения (порядок исполнения, порядок вычислений) — это способ упорядочения инструкций программы в процессе её выполнения.

Изображение порядка выполнения инструкций программы

Инструкции, входящие в программу, могут исполняться как последовательно, одна за другой, так и одновременно; как однократно, так и многократно; последовательность исполнения инструкций может совпадать с последовательностью их расположения в записи программы или не совпадать, а также зависеть как от текущего состояния вычислителя, исполняющего программу, так и от внешних событий, образовывая, таким образом, разнообразные порядки выполнения инструкций.
Организация желаемого порядка выполнения может быть осуществлена с помощью различных механизмов, таких как специализированные инструкции вычислителю или управляющие конструкции высокоуровневых языков программирования или встроенные в вычислитель механизмы для прерывания, сохранения и восстановления состояния, модификация и генерация инструкций программы и других.

## Поток управления
В императивном программировании предполагается, что процесс выполнения программы заключается в выполнении её инструкций вычислителем. В момент выполнения инструкции говорят, что она управляет вычислителем, переход к выполнению следующей называется передача управления или просто переход. Последовательность передач управления в процессе выполнения программы формирует её поток управления (также поток выполнения).
Способность вычислителя выбирать инструкции для выполнения в зависимости от своего состояния, а также возможность одновременного выполнения нескольких инструкций порождают существование разветвлённых (которые могут быть выполнены при определённых условиях) и параллельных (выполняющихся одновременно) связанных и взаимодействующих между собой потоков управления в одной программе.
Совокупность потоков программы, образующих разнообразные порядки, может быть изображена в виде ориентированного графа, где узлы соответствуют инструкциям программы, а ребра — переходам между ними.

## Виды порядков выполнения
Порядок выполнения инструкций отражает структуру алгоритма, реализуемого программой. Каждой базовой алгоритмической конструкции соответствует свой порядок выполнения, как правило, с таким же названием.
Простейшим порядком выполнения является последовательный или естественный порядок, когда инструкции выполняются последовательно, одна за другой, в порядке их появления в записи программы. Естественный порядок образуется при реализации алгоритмической конструкции «следование».
Отклонение от естественного для применяемого способа записи порядка называется переход. В этом случае после окончания выполнения текущей инструкции вычислитель переходит не к следующей в записи, а к некоторой другой, определённым образом заданной инструкции. При безусловном переходе инструкция перехода выбирается без учета состояния вычислителя, при условном переходе — в зависимости от состояния вычислителя, путём проверки условия.
Условный переход позволяет организовывать ветвление потока управления, образуя ветвящийся порядок, при котором исполнению подлежит только одна из двух или более внутренних фрагментов-ветвей программы. Ветвящийся порядок реализует алгоритмическую конструкцию «ветвление».
Переход к ранее выполненной инструкции позволяет организовать многократное исполнение набора инструкций, образуя циклический порядок их выполнения (цикл) и реализуя алгоритмическую конструкцию «цикл».
Другой способ организовать повторное выполнение набора инструкций в программе состоит в выделении предназначенных к повтору инструкций в обособленную часть программы, называемую подпрограмма, с возможностью многократной передачи управления (называемой вызов) в подпрограмму и последующим возвратом в место вызова.
Вычислитель может иметь возможность прервать выполнение программы и передать управление определённой инструкции в зависимости от своего состояния или сигналов внешних устройств, образуя прерывание. После его обработки выполнение программы может быть продолжено с места прерывания.
Передача управления заранее подготовленному набору инструкций для определённой, как правило необычной или ошибочной (исключительной), ситуации без возможности возврата в место возникновения образует обработку исключений.